# Blaues Haus (Dresden)

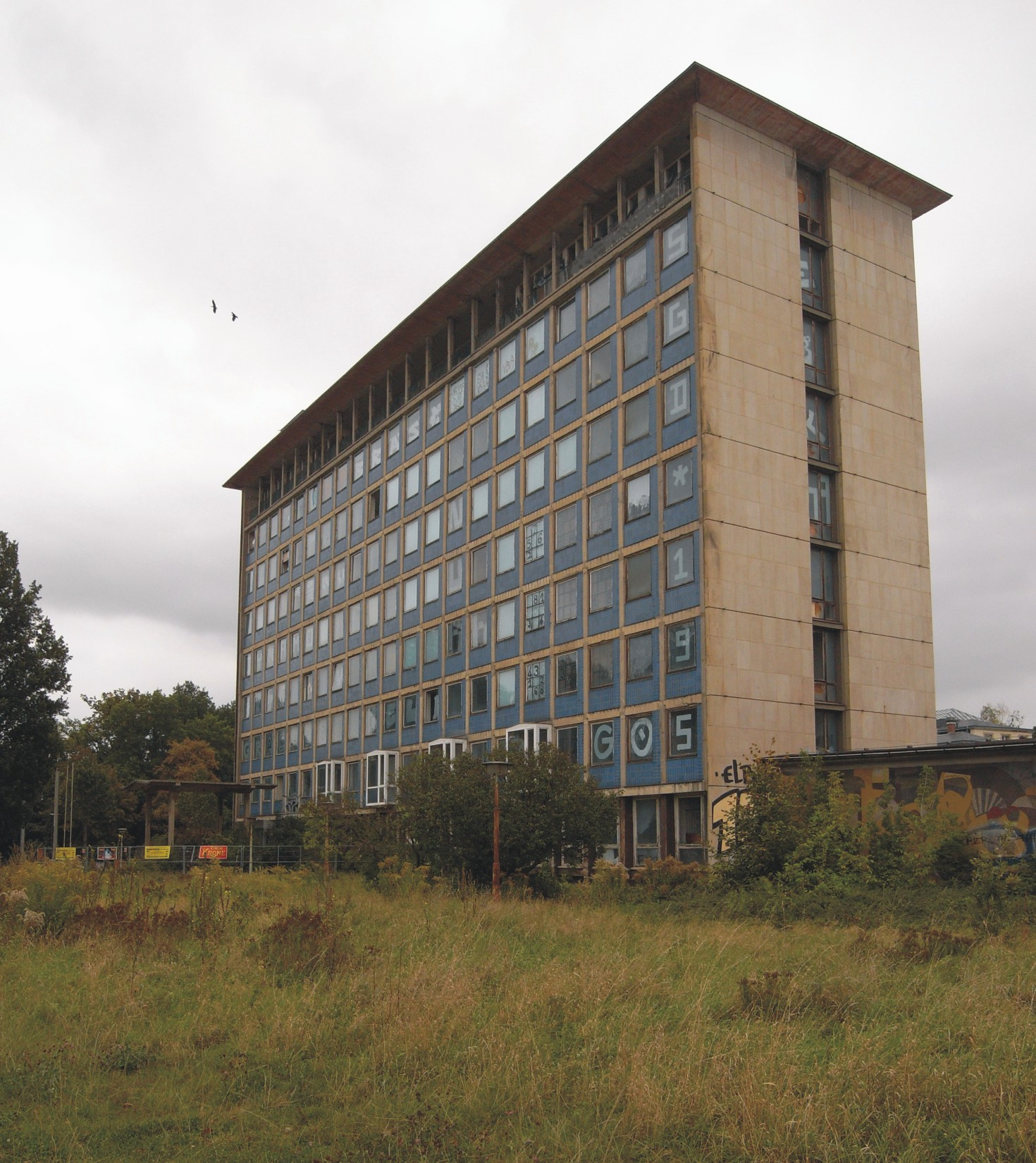
Ehemaliges Zentrales Forschungsinstitut für Arbeit

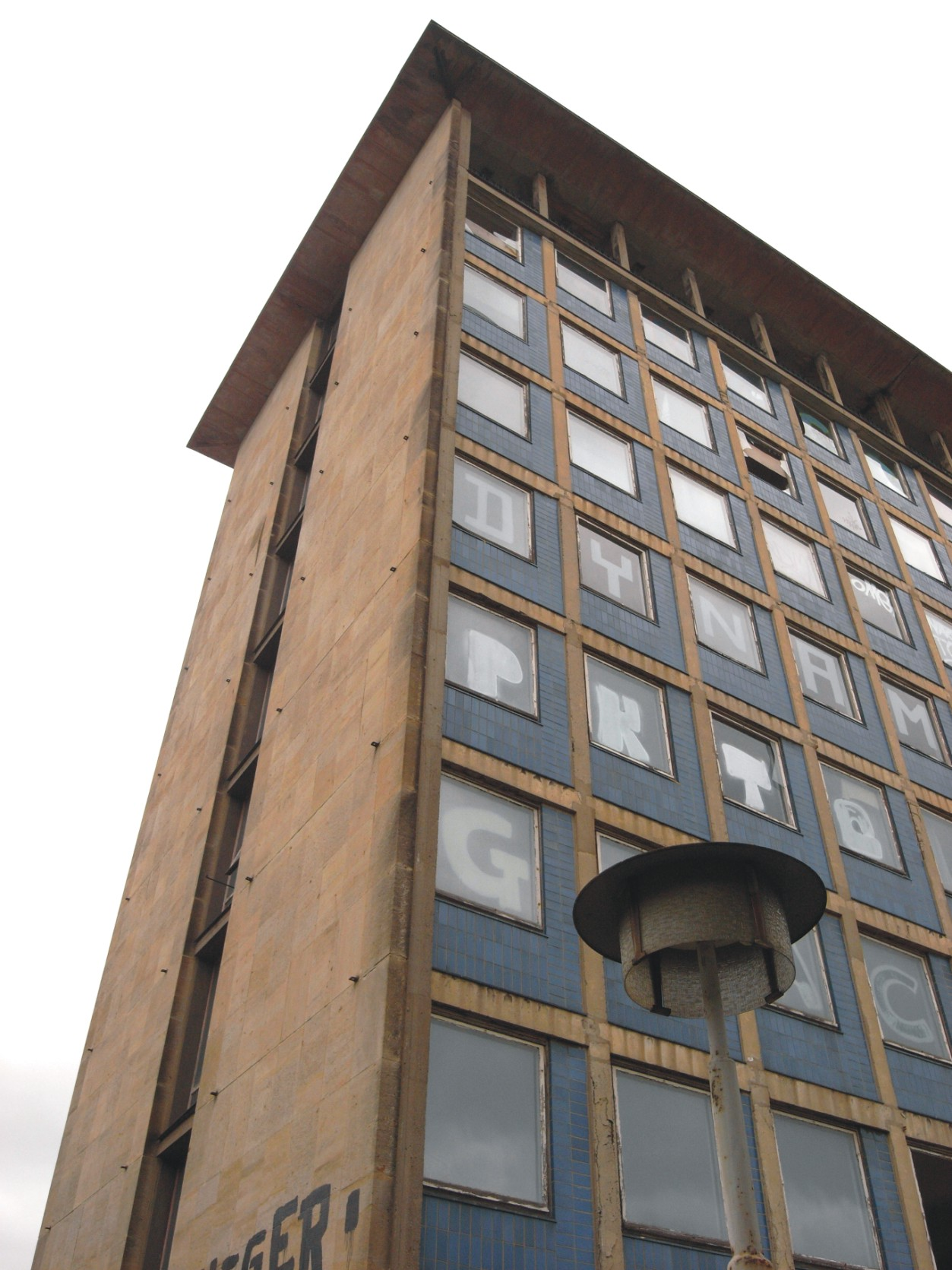
Giebelseite und Hauptfront

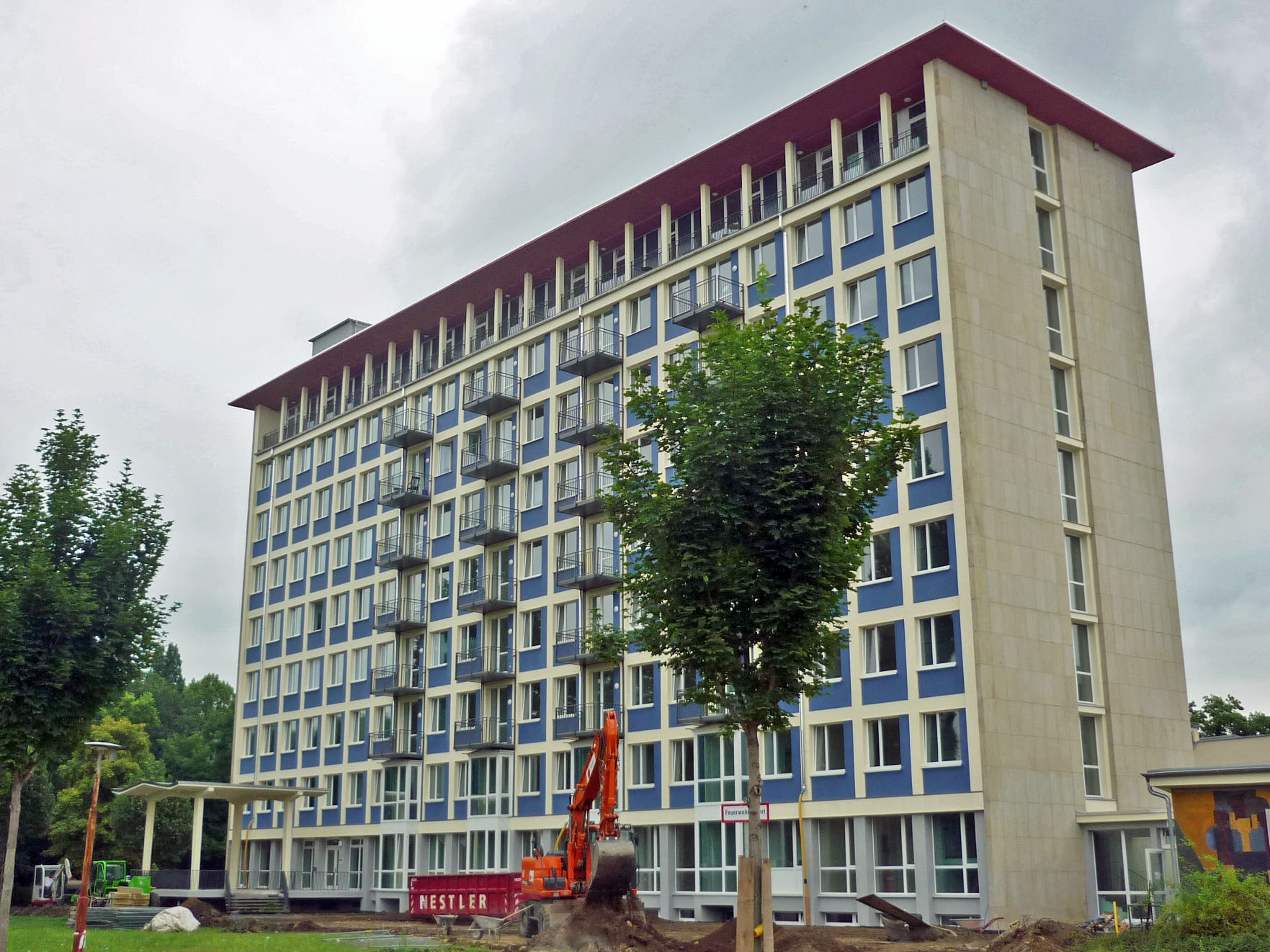
Ansicht kurz vor Abschluss der Sanierung

Blaues Haus ist der Name des Hochhauses Gerhart-Hauptmann-Straße 1 in Dresden-Strehlen, in der Nähe des Lennéplatzes. Es wurde 1958–1960 als Bürogebäude für das Institut für Arbeitsökonomik und Arbeitsschutzforschung erbaut und später von dessen Nachfolgern genutzt, dem Zentralen Forschungsinstitut für Arbeit (ZFA) und dem Zentralinstitut für Arbeitsschutz (ZIAS). Heute ist es ein Wohnhaus. Das Gebäude gilt als „eines der innovativsten Gebäude in Dresden um 1960“ und steht unter Denkmalschutz.

## Beschreibung
Das 31 m hohe, achtgeschossige Bürogebäude mit Galeriegeschoss wurde nach Entwürfen der Architekten Alfred Gottfried und Georg Wolf als Stahlbeton-Skelettbau in Montagebauweise errichtet. Seine Grundfläche misst 53,30 m × 12,20 m. Die Fassaden der Längsseiten zeigen eine Rasterung in Achsen von 2,50 m Breite, wobei die Brüstungsfelder mit blauer Meißner Keramik verkleidet sind. Die Fassaden an den Schmalseiten des Hauses haben eine Verblendung aus Cottaer Sandstein.
Das Gebäude bot ursprünglich Raum für 400 Arbeitsplätze. Der Speisesaal fasste 100 Plätze, später kam ein Festsaal mit 120 Plätzen hinzu. An der Außenfassade des Vortragssaals befindet sich ein Wandbild von Dietmar Gubsch.
Das Gebäude wurde wegen seines „baugeschichtlich bedeutsames Wertes“ unter Denkmalschutz gestellt. So ist die „Ausführung des Hauptgebäudes … ein qualitativ hochwertiges Beispiel der ‚DDR-Moderne‘“. Dies ist der Tatsache geschuldet, dass bei dem Bau „deutlich die Abkehr von dem bis Mitte der 1950er Jahre propagierten Bauen nach nationalen Tradition“ zu sehen ist. Das „Bauen nach modernen, funktionalen Vorbildern“ und die „Anlehnung an die fortschrittlichen Tendenzen der klassischen Moderne“ prägen die Architektur des Bauwerks.
Nach jahrelangem Leerstand begann 2012 die Sanierung und die Umnutzung zu einem Wohngebäude mit etwa 60 Appartements.